# 스와이어 그룹
스와이어 그룹(Swire Group, 중국어: 太古集團)은 영국과 홍콩에 거점을 둔 기업이다. 원양 해운, 냉장, 도로 운송, 농업 등의 사업을 벌이고 있다. 현재 대표이사는 제임스 휴즈 핼럿(James Hughes Hallet)이다. "Taikoo(太古)"는 스와이어 그룹의 중국식 이름이며 브랜드로도 사용되고 있다.

## 역사
스와이어 그룹의 모회사는 "존 스와이어 앤드 선즈 리미티드"(John Swire & Sons Limited)이다.
존 스와이어(1793년-1847년)이 창립한 스와이어 그룹은 19세기 초에 리버풀에서 작은 규모의 수출입 업무로 시작하였다. 1861년 존 스와이어는 대리상 오거스틴 허드 앤 컴퍼니(Augustine Heard & Co.)를 통해 중국과의 무역을 시작하였다. 1866년 동업자 버터필드(R.S. Butterfield)와 함께 상하이에서 버터필드 앤 스와이어(Butterfield & Swire)를 설립하였다. 4년 후에는 버터필드 앤 스와이어의 홍콩 지사가 설립되었다.
1952년 이후 버터필드 앤 스와이어의 중국 대륙 사무소는 모두 문을 닫았다. 1974년 홍콩의 버터필드 앤 스와이어는 "존 스와이어 앤 선즈 (홍콩)"(John Swire & Sons (H.K.) Ltd.)으로 이름이 바뀌었다.